# Live at Wembley
Live at Wembley - представља други узастопни live албум поп певачице Бијонсе Ноулс, издат 26. април 2004.

## Списак песама
| DVD 1. "Baby Boy" 2. "Naughty Girl" 3. "Fever" 4. "Hip-Hop Star" 5. "Yes" 6. "Work It Out" 7. "Gift From Virgo" 8. "Be With You" 9. "Speechless" 10. Destiny's Child's Medley: "Bug a Boo" / "No, No, No Part 2" / "Bootylicious" / "Jumpin' Jumpin'" / "Say My Name" / "Independent Women Part I" / "'03 Bonnie & Clyde" / "Survivor" 11. "Me, Myself and I" 12. "Summertime" 13. "Dangerously in Love 2" 14. "Crazy in Love" 15. Dodatki na DVD 16. Zdjęcia za kulis koncertu 17. Reklama L'Oréal z Beyoncé 18. Specjalne przesłanie dla fanów od wszystkich członkiń Destiny's Child | CD 1. What's It Gonna Be (Album Version) 2. My First Time (Album Version) 3. Krazy in Luv (Maurice's Nu Soul Remix) 4. Baby Boy (Junior's World Mixshow Beyonce) 5. Naughty Girl (Calderone Quayle Club Mix) |